# Суперкубок Туреччини з футболу 2023
Суперкубок Туреччини з футболу 2023 — 50-й розіграш турніру із моменту започаткування турніру (ще під назвою Кубок Президента) у 1966 році. Матч відбувся 7 квітня 2024 року між чемпіоном Туреччини «Галатасараєм» і володарем кубка Туреччини «Фенербахче».
Матч було зупинено на першій хвилині через демарш гравців «Фенербахче», які залишили поле. Арбітр Волкан Баярслан за таких обставин присудив технічну перемогу 3–0 «Галатасараю».
| Володар Суперкубка Туреччини 2023 |
| --------------------------------- |
|                                   |
| «Галатасарай» Сімнадцятий титул   |

## Вибір місця проведення матчу
Попередньо відбувались розмови про проведення матчу у столиці Азербайджану Баку.
8 вересня 2023 року президент Турецької футбольної федерації Мехмет Бююкекші висловив велику зацікавленість у проведенні Суперкубка за кордоном, зокрема у Саудівській Аравії, посилаючись на значну зацікавленість азійської країни у футбольних інвестиціях. Він уточнив, що Саудівська Аравія активно інвестує у футбол, що впливає на покращення світового іміджу країни. Бююкекші вказав на проведення у регіоні як італійських, так і іспанських турнірів.
Після узгодження дати із Федерацією футболу Саудівської Аравії матч мав відбутись 29 грудня 2023 року на Стадіоні Університету короля Сауда у Ер-Ріяді. 
У зв'язку із датою 100-річчя заснування Турецької республіки «Фенербахче» висловив бажання під час церемонії відкриття матчу вивісити банери, на яких були б написані слова Ататюрка «Мир у домі, мир у всьому світі!», а «Галатасарай» банери із його фразою «Як щасливий той, хто каже, що я турок!». Також команди хотіли вийти на матч із футболками з його фото. Проте перед матчем офіційні особи Саудівської Аравії заборонили цю акцію. Розбіжності виникли через відмову влади Саудівської Аравії прийняти ці запити, та їхнє наполягання на виконанні національного гімну Саудівської Аравії під час церемонії. У результаті обидві сторони відмовилися грати, що призвело до скасування матчу.
У спільній заяві, опублікованій пізніше командами та Турецькою футбольною федерацією, сказано, що гру було відкладено на іншу дату та зі зміною місця проведення.

## День проведення матчу
Зрештою датою проведення матчу було обрано 7 квітня 2024 року.
«Фенербахче» випустив на матч свою юнацькому команду U-19. Однак зустріч була припинена вже на 2-й хвилині. Клуб номінальних гостей покинув поле на знак протесту із несправедливим рішенням арбітра матчу. У результаті цього суддівська бригада ухвалила рішення про зупинку гри.
В результаті, «Галатасарай» святкував перемогу у Суперкубку.
11 квітня 2024 року, Турецька футбольна федерація зарахувала «Фенербахче» технічну поразку із рахунком 3:0.

## Матч

### Деталі
| 7 квітня 2024 21:30 (EEST) |

| Галатасарай | 3:0      | Фенербахче |
| ----------- | -------- | ---------- |
| Ікарді 1'   | Протокол |            |

| Шанлиурфа 11 Нісан Стедіум, Шанлиурфа Арбітр: Волкан Баярслан |

|  |  |

|                  |    |                      |  |
|                  |    |                      |  |
| В                | 1  | Фернандо Муслера (к) |  |
| З                | 23 | Каан Айхан           |  |
| З                | 25 | Віктор Нельссон      |  |
| З                | 42 | Абдулкерім Бардакджи |  |
| З                | 17 | Деррік Кен           |  |
| ПЗ               | 18 | Беркан Кутлу         |  |
| ПЗ               | 34 | Лукас Торрейра       |  |
| ПЗ               | 10 | Дріс Мертенс         |  |
| ПЗ               | 53 | Бариш Йилмаз         |  |
| ПЗ               | 7  | Керем Актюркоглу     |  |
| Н                | 9  | Мауро Ікарді         |  |
| Запасні:         |    |                      |  |
| В                | 19 | Гюнай Гювенч         |  |
| З                | 6  | Давінсон Санчес      |  |
| З                | 92 | Серж Ор'є            |  |
| ПЗ               | 5  | Еюп Айдин            |  |
| ПЗ               | 8  | Керем Демірбай       |  |
| ПЗ               | 22 | Хакім Зієш           |  |
| ПЗ               | 91 | Тангі Ндомбеле       |  |
| Н                | 14 | Вілфрід Заха         |  |
| Н                | 20 | Тете                 |  |
| Н                | 95 | Карлос Вінісіус      |  |
| Головний тренер: |    |                      |  |
| Окан Бурук       |    |                      |  |

|                  |    |                         |  |
|                  |    |                         |  |
| В                | 97 | Фуркан Онур Акюз (к)    |  |
| З                | 55 | Мустафа Емір Акйилдиз   |  |
| З                | 56 | Юмітджан Окан           |  |
| З                | 49 | Мухаммет Імре           |  |
| З                | 95 | Юсуф Акчічек            |  |
| ПЗ               | 92 | Ефекан Караязи          |  |
| ПЗ               | 59 | Керем Каяараси          |  |
| ПЗ               | 88 | Зекі Дурсун             |  |
| ПЗ               | 98 | Емірхан Аркутджу        |  |
| ПЗ               | 58 | Геркем Ібрагім Демірель |  |
| Н                | 94 | Чагри Федай             |  |
| Запасні:         |    |                         |  |
| В                | 67 | Догукан Демір           |  |
| З                | 54 | Їгіт Епездемір          |  |
| З                | 96 | Мехмет Джан Гюлерер     |  |
| ПЗ               | 57 | Самет Сеймен Саргин     |  |
| Головний тренер: |    |                         |  |
| Зекі Мурат Геле  |    |                         |  |